# PGC 65997
LEDA/PGC 65997 ist eine Balken-Spiralgalaxie vom Hubble-Typ SBa im Sternbild Indianer am Südsternhimmel. Sie ist schätzungsweise 220 Millionen Lichtjahre von der Milchstraße entfernt und ist Mitglied der dreizehn Galaxien umfassenden NGC 7038-Gruppe (LGG 441).